# M32 (Kasachstan)
Der M32 ist eine Autostraße in Kasachstan. Die Straße führt in Ost-West-Richtung von der russischen Grenze bei Schtschutschkino durch Oral um Aqtöbe und weiter über Baikonur nach Schymkent. Die gesamte Strecke hat eine Länge von 2073 km. Die M32 ist ein Teil des Westeuropa-Westchina-Verkehrskorridors.

## Straßenbeschreibung
Der M32 überquert unweit Schtschutschkinos, nordwestlich von Oral, die Grenze nach Russland. Auf der russischen Seite wird die Straße nach Samara fortgesetzt. In Kasachstan führt der M32 durch landwirtschaftliche Steppe und erreicht die Stadt Oral, wo der gleichnamige Fluss überquert wird, der die Grenze zwischen Europa und Asien bildet. Die Straße führt dann Richtung Südosten über die desolate und fast unbewohnte Steppe, dann biegt die Straße nach Osten ab und erreicht nach ca. 450 Kilometern Aqtöbe, eine Stadt mit rund 270.000 Einwohnern, durch deren Innenstadt sie weiterführt. Die Führung durch abgelegene Landschaften befindet sich in einem schlechten Zustand.
Zwischen Aqtöbe und Chromtau ist die Straße teilweise mit 2 × 2 Fahrspuren ausgebaut, obwohl die Verkehrsdichte dies nicht verlangt. Die M32 verläuft anschließend parallel zur russischen Grenze. Bei Qarabutaq biegt die M32 in Richtung Südosten ab und verläuft in das Landesinnere von Kasachstan. Die Entfernungen im Straßenverlauf sind enorm, beispielsweise beträgt die Länge zwischen Qarabutaq und Baikonur mehr als 600 km, die Zahl der Einrichtungen wie beispielsweise Raststation entlang dieser trostlosen Wüste sind sehr begrenzt. Der M32 verläuft nördlich des Aralsees und führt entlang der Nordseite der Stadt Äiteke Bi, danach wieder weiter nach Osten durch die Wüste. Hier ist die Straße von mäßiger Qualität, weder asphaltiert noch mit Fahrbahnmarkierungen oder Leitplanken ausgestattet. Der Straßenverlauf führt durch die Region Baikonur parallel zum Fluss Syrdarya.
Die M32 führt 25 km südlich vom Weltraumbahnhof Baikonur vorbei, südlich der Route liegt am Fluss Syrdarja die Stadt Baikonur. Nach 80 km erreicht man die Stadt Schossaly, dort wird der Syrdarya überquert. Nach der Wildnis, durch die die Straße bislang führt, kommen nun Landschaften, die für die Landwirtschaft bewässert werden, damit wird die Landschaft grüner, es befinden sich auch mehr Dörfer in dieser Region. Nach 150 km erreicht die Route Qysylorda, einer Stadt mit 150.000 Einwohnern, die am Fluss Syrdarya gelegen ist. Die Straße führt als Umgehung südlich um die Stadt. Hier überquert man den Fluss erneut und kreuzt dort die A17, in Form eines Kleeblatts. Die M32 führt weiter durch die Steppe nach Südosten. Vorbei an Schijeli ist die Landschaft wieder etwas grüner auf Grund der vorherrschenden Landwirtschaft. Der letzte Teil der Route liegt bei Schymkent, die nach als 2000 Kilometer erreicht wird. Schymkent ist eine Stadt mit mehr als 650.000 Einwohnern und eine der größten Städte Kasachstans. Die M32 endet an einer Kreuzung mit der M39, der Straße von Almaty nach Taschkent.

## Geschichte
Die M32 war ursprünglich Teil der sowjetischen M32, die von Samara nach Shymkent lief. Die Straße war zwar von strategischer Bedeutung für die Sowjetunion, wurde jedoch nie modernisiert. Sie besteht hauptsächlich aus Platten aus Asphalt mäßiger Qualität, hat jedoch keine Fahrbahnmarkierungen, Leitpfosten und Beleuchtung; dies macht es für Nachtfahrten gefährlich. Die Straße hat große Bedeutung für die Erschließung des Weltraumbahnhofs Baikonur, da dies die einzige Fernstraße in die Gegend ist.
Nach dem Zusammenbruch der Sowjetunion 1991 liegt der größte Teil der ursprünglichen M32 in Kasachstan, über 2000 Kilometer der ursprünglichen knapp 2300 Kilometer langen sowjetischen Route. Seitdem wurde die Straße nur noch gewartet und nicht weiter modernisiert. Dennoch ist der Weg von wesentlicher Bedeutung für die Langstreckenverkehr zwischen Russland und Kasachstan.

## Großstädte entlang der Strecke
- Oral
- Aqtöbe
- Baikonur
- Qysylorda
- Türkistan
- Schymkent